# HD52965
HD52965 — хімічно пекулярна зоря спектрального класу
B8 й має видиму зоряну величину в смузі V приблизно  9,2.

## Пекулярний хімічний вміст
Зоряна атмосфера HD52965 має підвищений вміст 
Si
.